# Sanath Jayasuriya
Sanath Teran Jayasuriya (* 30. Juni 1969 in Matara, Ceylon) ist ein ehemaliger Cricketspieler und ein Politiker aus Sri Lanka. 1997 wurde er zu einem der fünf Wisden Cricketer of the Year gewählt.

## Karriere
Sanath Jayasuriya galt zu Beginn seiner Karriere als Bowler mit passablen Fähigkeiten als Batsman. Im Laufe seiner Karriere wandelte er sich zunehmend zum All-rounder, der vor allem durch seine Qualitäten als Batsman überzeugte. Er bestritt insgesamt 110 Tests für Sri Lanka, bei denen er 6973 Runs (40,07 Runs pro Wicket) und 98 Wickets erzielte. Sein Testdebüt feierte Sanath Jayasuriya im Februar 1991 gegen Neuseeland. Nach dem Test gegen England im Dezember 2007 beendete Jayasuriya seine Testkarriere. Außerdem bestritt er zwischen Dezember 1989 und Juni 2011 insgesamt 445 One-Day Internationals (ODIs) für Sri Lanka. Vor allem bei ODIs konnte er mit seinen Fähigkeiten als All-rounder überzeugen. Insgesamt erreichte er während seiner Karriere 323 Wickets und 13.430 Runs bei ODIs, wobei er seinen zehntausendsten Run bei einem ODI im Jahr 2005 erzielte. Bisher hat nur Sachin Tendulkar mehr Runs bei ODIs erzielt. 
Sanath Jayasuriya nahm für das Team von Sri Lanka an insgesamt fünf Cricket Weltmeisterschaften (1992, 1996, 1999, 2003 und 2007) teil. Beim Cricket World Cup 1996, den er mit seinem Team gewinnen konnte, wurde Jayasuriya zum besten Spieler des Turniers gewählt. Insgesamt hat er bei seinen 38 Matches bei Cricket-Weltmeisterschaften 1165 Runs erzielt.